# Multilateral Interoperability Programme
Le Multilateral Interoperability Programme (MIP) (Programme d'Interopérabilité Multilatéral) est une organisation multinationale dont le but est de réaliser l’interopérabilité des systèmes d’information opérationnels encore appelés Command and Control (en) Information Systems (C2IS), dans un cadre interarmées et de coalition.
Le programme contribue au partage de l'information opérationnelle entre les C2IS de nations différentes en environnement interalliés. Le commandement national reste maître du choix de l’information qu’il met à la disposition des alliés et dispose ainsi d’un accès opportun aux informations dont il a besoin, sans se soucier de leur localisation physique au sein de la force multinationale.
Les nations contributrices participent au programme en fournissant une participation à la hauteur de l'investissement qu'elles veulent consentir.

## But
La volonté du MIP est de fournir une solution d'interopérabilité dans un environnement opérationnel numérisé, initialement au profit des unités terrestres, mais avec pour ambition d'intégrer les unités maritimes et aériennes.
Le MIP n'est pas un programme officiel dirigé par l'OTAN, qui l'a cependant approuvé. Le Commandement allié Transformation (ACT) de l'OTAN participe au programme en tant que membre associé. Le MIP n'est pas un système ; les systèmes d'information opérationnels ont besoin d'une interface MIP (souvent appelée « MIP Gateway ») pour se connecter à d'autres systèmes de la coalition. Le MIP définit l'interface que la passerelle doit respecter, mais pas comment la passerelle doit être construite.
Le MIP n'est pas l'unique solution d'interopérabilité. Les systèmes d'information opérationnels requièrent toujours d'autres interfaces de communication (voix, email, chat...).

## Organisation
L’organisation du MIP repose sur trois niveaux : direction, management et développement. 
Deux statuts régissent la participation des nations : il existe des membres permanents et des membres associés. Les nations, quel que soit leur statut, mettent à disposition selon leurs possibilités, des équipes d’encadrement et de développement. 
Des rassemblements programmés de quelques jours permettent de développer les solutions. Toutes les nations participant au programme ne sont pas au même stade d’implémentation des différentes versions dans leur C2IS.

## Productions
- Le modèle d'échange de données JC3IEDM (en) issu de la coopération avec le groupe de gestion des données de l'OTAN (NATO OTAN) Data Administration Group - NDAG);
- Les spécifications des mécanismes d'échange et les procédures associées;
- Le MIP Information Model (MIM);
- Des documents :
  - à vocation opérationnelle (instructions sur la façon d'utiliser la solution MIP et suivi des exigences opérationnelles);
  - à dominante technique (guide pour les nations sur la façon de mettre en œuvre les spécifications du MIP dans le cadre de leur C2IS national);
  - support (procédures pour tester les spécifications du MIP).

## Le JC3IEDM
Le Joint Command, Control and Consultation Information Exchange Data Model - Modèle de données de l'échange d'information pour la consultation, le commandement et le contrôle interarmées est avant tout un modèle de données. Le modèle peut également servir de base cohérente pour d'autres mécanismes d'échange d'information, tels que les formats de messages, qui ne bénéficient actuellement pas d'une structure d'information unifiée.
Ce modèle est issu d'une longue lignée de modèles de données et est destiné à représenter la majorité des données identifiées dans les échanges, couvrant les exigences de plusieurs domaines fonctionnels. À cette fin, il établit une approche commune dans la description des informations à échanger de l'environnement d'un C2IS. Le JC3IEDM inclut notamment les engins explosifs improvisés (EEI).

## Le MIM
Le MIP Information Model - Modèle d'Information du MIP fournit une référence sémantique commune pour les structures de commandement et de contrôle. Il incarne tous les concepts opérationnels de son prédécesseur, le JC3IEDM largement adopté, et est conçu en intégrant les principes de lisibilité, de modularité, d'extensibilité, de rigueur sémantique, et de cohérence du modèle.